# Samuel David
Samuel David (París, 1836-1895) fou un compositor francès.
Va obtenir el gran premi de Roma el 1858 per la seva cantata Jephté, i l'any següent també va obtenir un primer premi en un concurs per una composició del mateix gènere titulada La Génie de la Terre. A més, és autor de les òperes còmiques La Gageure, Les chevaliers du poignard, L'education d'un prince, Un caprice de Ninon, Une dragonnade, Les changeurs, Mademoiselle Sylvia, Absalon, i La Fée des Bruyéres; de l'òpera seria Maccabei, de l'opereta La peau d'ours, de quatre simfonies, cors i melodies vocals, i d'un tractat de música.